# Silent Hill (joc video)
Silent Hill este primul joc din seria cu același nume. A apărut în anul 1999 pentru Sony PlayStation și este considerat unul dintre cele mai bune realizate pentru consolă (GameSpy oferindu-i locul 15 intr-un articol din 2005, iar IGN locul 14 intr-o lista asemănătoare din anul 2000).
Acțiunea se concentrează în jurul lui Harry Mason și a încercărilor sale de a-și gasi fiica sa, Cheryl, rătăcită în orașul Silent Hill. Spre sfârșitul jocului, Harry află despre trecutul fiicei sale.
Cu cât înaintezi în joc iți dai seama de complexitatea poveștii și totodată de lucrurile care încă sunt învăluite în mister, ceea ce îl determină pe Harry să continue.

## Poveste
Jocul începe prezentându-ne pe Harry împreună cu fiica sa adoptivă Cheryl, mergând într-o vacanță. Pe drum văd un polițist (Cybil Bennett) pe motocicletă depășindu-i, dar după un timp vedem motocicleta părăsită la marginea străzii.
În apropiere de orașul Silent Hill, în plină noapte, în fața mașinii lui Harry apare o siluetă feminină, iar deoarece încearca să o ocolească, mașina se rostogolește de pe șosea într-un șanț. Personajul se trezește teafăr (dimineața), dar descoperă că fetița lui lipsește și că orașul este învaluit intr-o ceață sinistră. El pornește în căutarea ei, auzindu-i pașii in depărtare. Cu cât înaintează însă observă lucruri din ce in ce mai stranii, iar cerul se intunecă din senin. Astfel Harry ajunge in “cealaltă dimensiune/lume” a orașului (Otherworld), o lume ruginită și sângeroasă. Pe parcursul jocului călătorim dintr-o lume în cealaltă, întălnind diferiți monștri și alte personaje, la fel de stranii.
Exista 4 deznodămanturi oficiale ale jocului (dintre care 2 sunt eliminate de jocul Silent Hill 3) și sfarșitul OZN, introdus de către creatori ca o glumă (și care nu poate fi obținut după prima parcurgere a jocului).

## Personaje
- Harry Mason - Personajul principal al jocului este un scriitor de 32 de ani, care împreună cu soția sa adoptă o fetiță abandonată lângă orașul Silent Hill. Soția sa moare dupa 3 ani, iar el crește copilul ca si cum ar fi fost al lui.

- Cheryl Mason - Este fiica lui Harry Mason în varstă de 7 ani care dispare în misteriosul oraș, ca și cum ar fi chemată de ceva.

- Cybil Bennett - Ea este un polițist din Brahms, un oraș învecinat cu Silent Hill și ajunge în orășel datorită lipsei de comunicare cu poliția locală.

- Dahlia Gillespie - Este singura persoană care pare să știe ce se intamplă în oraș, dar care vorbește tot timpul în enigme. Ea este liderul unui cult religios al orașului, care dorește aducerea pe pământ al zeului pe care îl venerează.

- Alessa Gillespie - Este fiica Dahliei Gillespie, care este in strânsă legatură cu Cheryl Mason...

- Dr. Michael Kaufmann - Este directorul spitatului Alchemilla și un asociat al cultului din Silent Hill.

- Lisa Garland - Este o soră a spitalului Alchemilla din Silent Hill, care o ingrijește pe Alessa Gillespie.

## Muzica
Coloana sonoră a jocului a fost creată de catre Akira Yamaoka, compozitor care a scris muzica pentru toate jocurile Silent Hill.